# Cantharellus friesii
Cantharellus friesii Welw. & Curr., Champs Jura Vosges 1: 191 (1869).
Cantharellus friesii è un fungo agaricomicete.

## Descrizione della specie
Cappello
0,5–4 cm di diametro. Esile, di forma irregolare. Superficie gibbosa.
Cuticolaarancio vivo.
Margineper lo più ondulato.
Lamelle
Decorrenti, spesse, anastomosate, di colore più pallido rispetto al cappello.
Gambo
1-3 x 0,2-0,8 cm, concolore al cappello, talvolta attenuato alla base.
Carne
Da aranciata a biancastra. Molle.
- Odore: aromatico, simile a quello del Cantharellus cibarius.
- Sapore: leggermente acidulo.

Microscopia
Sporeellittiche, 8-10 x 4-5 µm, giallastre in massa.

## Habitat
Sotto latifoglia (castagno e faggio), più raramente sotto conifera. Estate-autunno.

## Commestibilità
Eccellente come il Cantharellus cibarius, ma meno redditizio.

## Etimologia
Di "Fries", in onore del micologo svedese Fries.

## Nomi comuni
- Cantarello di Fries.

## Sinonimi e binomi obsoleti
- Merulius friesii (Quél.) Kuntze, Revis. gen. pl. (Leipzig) 2: 862 (1891)